# 慶應義塾大學
慶應義塾大學（日语：／ Keiō Gijuku daigaku），簡稱慶應（けいおう）、慶大（けいだい），是日本思想家福澤諭吉創建的私立大學，本部在東京都港區。庆应的前身是创立于1858年的“兰学塾”，是江户时代一所传播西洋自然科学的私塾学堂。
庆应义塾大学同时也是日本文部科学省超级国际化大学计划中的顶尖型指定校、环太平洋大学联盟的六所日本成员校之一、领先研究生院计划成员、RU11学术研究恳谈会成员、全球管理教育联盟（CEMS）成员、东京六大学棒球联盟成员之一、GID项目协作校。
根据2023年发表的QS世界大学排行榜显示，庆应义塾大学位列全球第214名，而在QS亚洲大学排行榜中则位列亚洲第34名。同时，根据2020年QS世界大学毕业生就业力排名显示，庆应义塾大学位列全球第50名。

## 概要
慶應義塾最初開始於福澤諭吉於江戶築地鐵砲洲（現在的東京都中央區明石町）所開設的兰学塾。1868年，遷校至前一年1867年預先購入的芝新錢座（為江戶時代建立的一所鑄幣廠，位於現在的港區濱松町）的有馬家別邸遺跡，正因當年是慶應4年所以從此改稱慶應義塾。而「義塾」為英國的「公學」（Public School）的翻譯語。慶應義塾的塾訓是「獨立自尊」，故大學也延續塾訓而使用。

## 历史

### 年表
- 安政五年（1858年） 福澤諭吉於江戶築地鐵砲洲開設蘭學塾。
- 1863年 改組為英學塾。
- 1868年 移至芝新錢座，改稱慶應義塾。
- 1871年 將芝新錢座的校地轉讓給近藤真琴的攻玉塾，再遷至三田的島原藩中屋敷遺址。
- 1889年 制訂慶應義塾規約。
- 1890年 成立大學部，設置文學、理財、法律三科。另外，為了與大學部做區別，將原來的課程改稱為普通部。
- 1900年 高雄大家族陳家陳啟瀛(1884-1908年)、陳啟南等8名台灣人入學。
- 1920年 根據大學令（日语）成為大學，設置文學部、經濟學部、法學部、醫學部。
- 1929年 東京橫濱電鐵（現東急電鐵）捐贈了位於神奈川縣橫濱市日吉台的7萬2千坪土地（約24萬平方公尺）。
- 1934年 開設日吉校區。
- 1944年 藤原工業大學（日语）（1939年設立）併入慶應義塾，設置工學部。
- 1948年 設置通信教育部。
- 1949年 因學制改革而成為新制大學，與國外大學（美國羅德島州的布朗大學）締結合作。
- 1957年 創立100周年之際開設商學部。
- 1981年 將工學部改組為理工學部。
- 1988年 改組女子厚生學院為慶應義塾看護短期大學看護學科（招生至平成12年度為止）。
- 1990年 於湘南藤澤校區（SFC）設立综合政策學部與環境情報學部。
- 1991年 設立總合政策研究所、環境情報研究所與語言交流研究所。
- 1992年 設立慶應義塾湘南藤澤中、高等學校。
- 1994年 大學院政策、媒體研究科碩士課程成立。
- 1996年 大學院政策、媒體研究科博士課程成立，總合政策研究所、環境情報研究所與語言交流研究所改組為SFC研究所。
- 2001年 看護短期大學改組為看護醫療學部，停止看護短期大學的招生。
- 2002年 於湘南藤澤校區設立教職課程。
- 2005年 開設大學院健康管理研究科碩士課程。
- 2008年 與共立藥科大學（日语）合并，成立藥學部與大學院藥學研究科。
- 2010年 与京都大学经营管理大学院、神戸大学大学院经营学研究科缔结MBA合作協定。与東京医科齿科大学等医科大学共同设置产学合作网络協議会（medU-net）。

## 組織

### 學院

#### 文学部
- 人文社会学科
  - 哲学系
    - 哲学专攻，倫理学专攻，美学美術史学专攻

  - 史学系
    - 日本史学专攻，東洋史学专攻，西洋史学专攻，民族学考古学专攻

  - 文学系
    - 日本文学专攻，中国文学专攻，英美文学专攻，德国文学专攻，法国文学专攻

  - 图書館・情報学系
    - 图書館・情報学专攻

  - 人类关系学系
    - 社会学专攻，心理学专攻，教育学专攻，人类学专攻
- （函授课程）

最早的三个学部之一，前身为蘭学塾，主要教授以英语，法语，德语为主的西方诸语。1910年（明治43年）起开设哲学，史学，文学三个学科。文学部入学時全員均为人文社会学科，2年级時再进一步划分出17个専攻。

#### 经济学部
- 经济学科
- （函授课程）
- PEARL (Programme in Economics for Alliances, Research and Leadership)

最早的三个学部之一，前身为1890年设置的理财科。1920年（大正9年）改制后，理財科改称为经济学部。1938年（昭和13年）时从经济学部分出经济学科和商業学科，1946年（昭和21年）经济・商業2学科重新合并为经济学部。直到今日仍然在日本经济学界具有很大影响力。

#### 法学部
- 法学科
- 政治学科
- （函授课程）

最早的三个学部之一，1879年（明治12年）设立，为日本最早的法学科。

#### 商学部
1957年，慶應義塾創立100周年时設立。商学部的主攻方向又分为经营，会計，商業，經濟産業4个領域。1935年經濟學部內設立了經濟學科與商業學科。商業學科獨立成商學部。

#### 医学部

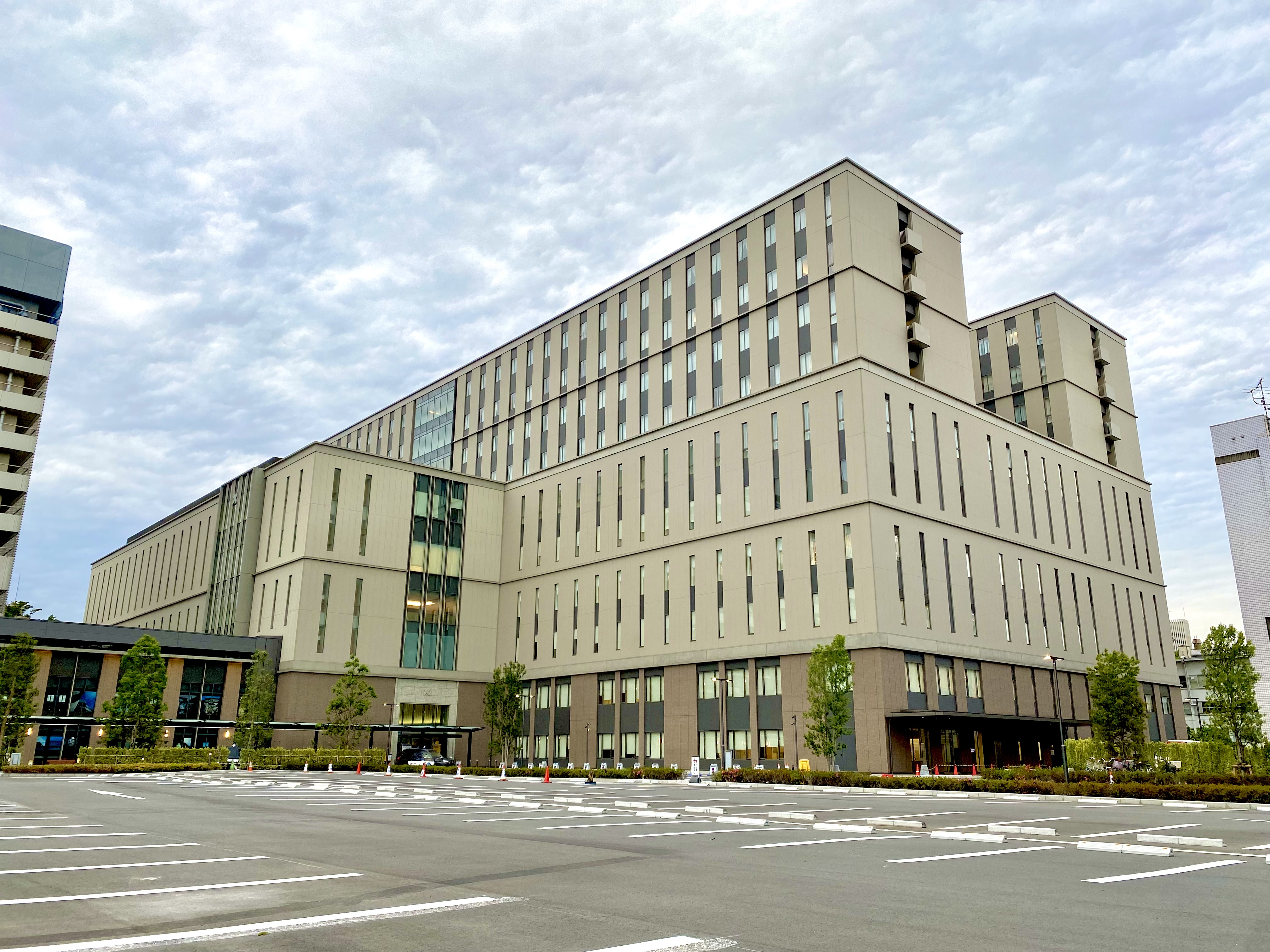
庆应义塾大学医院新病院栋

医学部的前身为1873年为培养西洋医学人才而在东京都港区所设置的医学所。1917年由初代学部长北里柴三郎設立。1920年于东京信浓町设立附属医院。医学部6年级学生暑假通常会去美国进行实习，此外亦有和拉丁美洲各国医学院校的合作项目。

#### 理工学部
- 機械工学科
- 電子工学科
- 应用化学科
- 物理情報工学科
- 管理工学科
- 数理科学科
- 物理学科
- 化学科
- 系统设计工学科
- 情報工学科
- 生命情報学科

前身为1939年藤原銀次郎设立的藤原工業大学。1944年藤原工業大学并入慶大并改称为工学部。1972年，校区迁至位于神奈川县横滨市的矢上地区。1971年，工学部接受松下幸之助的捐赠，建立松下記念图書館。1981年，原工学部改组为理工学部并延续至今。

#### 総合政策学部，環境情報学部，看護医療学部
新设的三个学部，与其他学部不同，三个学部均位于神奈川县藤泽市的湘南藤泽校区。

### 研究所
- 文学研究科
- 经济学研究科
- 法学研究科
- 社会学研究科
- 商学研究科
- 医学研究科
- 理工学研究科
- 政策・传媒研究科
- 健康管理研究科
- 药学研究科
- 慶應義塾大学大学院经营管理研究科（KBS）
- 系统设计管理研究科 (SDM)
- 多媒體設計研究所 (KMD)
- 法務研究科（法科大学院）

### 附属机构

#### 附属研究所
- 慶應義塾综合研究推進機構
- 慶應義塾大学国際合作推進機構（OGI）
- 慶應義塾大学电子传媒・信息统合研究机构（DMC）
- 慶應義塾大学法学研究所
- 慶應義塾大学言語文化研究所
- 慶應義塾大学传媒・通讯研究所（旧新闻研究所）
- 慶應義塾大学SFC研究所
- 慶應義塾大学产业研究所
- 慶應義塾大学東亚研究所（旧区域研究中心）
- 慶應義塾大学先端生命科学研究所
- 慶應義塾大学体育研究所
- 慶應義塾大学附属研究所（斯道文庫）

#### 附屬中心
- 研究支援中心本部
  - 三田研究支援中心
  - 日吉研究支援中心
  - 矢上研究支援中心
  - 信濃町研究支援中心
  - 湘南藤泽研究支援中心
- 先端研究教育連携领域事務室
- 慶應義塾福澤研究中心
- 慶應義塾大学国際中心
- 慶應義塾大学艺术中心
- 慶應義塾大学教職課程中心
- 慶應義塾大学外語教育研究中心
- 慶應義塾大学教養研究中心
- 慶應義塾大学运动医学研究中心
- 慶應義塾大学保健管理中心
- 慶應義塾大学研究推進中心
- 慶應義塾大学知识产权中心
- 慶應義塾大学产业孵化基地
- 慶應義塾大学日語・日本文化教育中心
- 慶應義塾大学综合医学研究中心
- 慶應義塾大学先端科学技術研究中心（KLL）
- 慶應義塾大学国际环境研究中心（G-SEC）

#### 醫院
- 慶應義塾大学病院

## 學生生活

### 社團活动
- 庆應義塾大学硬式庭球同好会連盟：現在有超过三十个网球社团加入，会員数共4000人。
- 庆应塾生新闻：1969年创刊，为全日本最早的校报，发行刊数约为20000部。
- 慶應義塾大學廣告學研究會

### 学园祭

#### 三田祭
三田祭是庆应大学的校庆，同时也是全日本最大规模的校庆，毎年11月23日前後4天期间在三田校区举行。三田祭由学生团体三田祭实行委員会策划。

#### 七夕祭
七夕祭是庆应义塾大学湘南藤泽校区的校园活动之一，通常在七月的第一个周六举行。

### 競技

#### 庆早戰

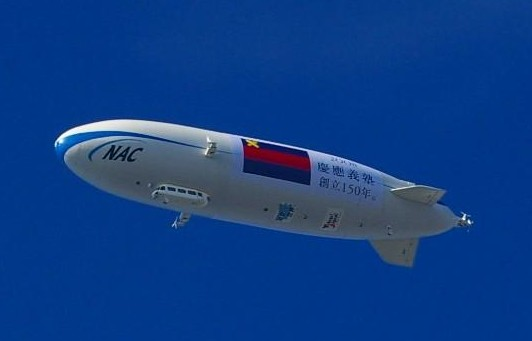
庆应义塾大学校旗

早稻田大学和庆应义塾大学每年春秋两季都要进行棒球，橄榄球和皮划艇比赛，称为三大庆早战，是两校学生最重要的活动之一。

## 學術排名

### 大學排名
- 日本會計士（連續41年合格人數第一名）
  - 2015年慶應義塾大學123人 早稻田大學91人 中央大學64人明治大學56人同志社大學33人 關西大學29人 關西學院大學28人 神戶大學28人 東京大學23人 專修大學22人
- 司法試驗

### 國際排名
在2020年QS世界大學排名中，慶應義塾大學排名第200，其中医学及生命科学方面排名第183，化学位于151~200之间，物理学则位于251~300之间。此外，在ENSMP发布的诞生最多企业家的学校全球排行榜中庆应义塾大学位居第3，在Eduni MBA National商学院排行榜中庆应义塾大学为全日本第1。

### 国际合作

#### 海外中心
- 英国
  - 剑桥大学（伦敦事务所）
- 中国大陆
  - 清華大学（北京事务所、上海事务所）
  - 復旦大学（上海事务所）
- 美国
  - 斯坦福大学（旧金山事务所）
- - 延世大学（首尔事务所）

#### 学生交流项目
- - 澳洲国立大学，雪梨大学，墨尔本大学，新南威尔士大学，昆士兰大学
- 加拿大
  - 不列颠哥伦比亚大学，多伦多大学，蒙特利尔大学，麦吉尔大学，约克大学
- 比利时
  - 布鲁塞尔自由大学，天主教鲁汶大学
- 丹麦
  - 哥本哈根大学
- 法國
  - 巴黎政治学院，巴黎高等师范学院
- 中国大陆
  - 复旦大学，南京大学，南开大学，北京大学，清华大学，北京师范大学，中国人民大学，上海交通大学，吉林大学，浙江大学
- 香港
  - 香港中文大学，香港大学，香港科技大学，香港城市大学
- - 首尔国立大学，高丽大学，延世大学，釜山大学，梨花女子大学
- 马来西亚
  - 马来亚大学
- 新加坡
  - 新加坡国立大学，南洋理工大学
- 瑞士
  - 苏黎世大学，瑞士联邦理工学院，日内瓦大学
- 泰國
  - 朱拉隆功大学
- 臺灣
  - 国立台湾大学，国立政治大学，国立清華大学，国立成功大学，国立台湾师范大学，国立阳明交通大学，高雄醫學大学，中央研究院
- 新西兰
  - 奥克兰大学
- 美国
  - 布朗大学，卡耐基梅隆大学，波士顿大学，哥伦比亚大学，达特茅斯学院，杜克大学，纽约大学，西北大学，莱斯大学，华盛顿大学，芝加哥大学，伊利诺伊大学，威斯康辛大学麦迪逊分校，加州大学洛杉矶分校，加州大学伯克利分校，明尼苏达大学，北卡罗来纳大学教堂山分校
- 義大利
  - 米兰理工大学，博科尼大学
- 德国
  - 柏林自由大学，法兰克福大学，杜塞尔多夫大学，慕尼黑理工大学，汉诺威大学

## 校区
- 三田校區（東京都港區三田）
- 日吉校區（神奈川縣橫濱市港北區日吉（日语：日吉 (横浜市)））
- 信濃町校區（東京都新宿區信濃町）
- 矢上校區（神奈川縣橫濱市港北區日吉）
- 湘南藤澤校區（神奈川縣藤澤市遠藤（日语：遠藤 (藤沢市)））
- 芝共立校區（東京都港區芝公園）

## 著名校友
慶應義塾大學培養了眾多人才活躍於文學、藝術、政治、經濟等諸多領域，校友組織三田會為日本國內最具影響力的校友會之一。慶應義塾大學的畢業生包含4位日本首相。